# Betz-le-Château
Betz-le-Château é uma comuna francesa na região administrativa do Centro, no departamento Indre-et-Loire. Estende-se por uma área de 47,62 km². Em 2010 a comuna tinha 558 habitantes (densidade: 11,7 hab./km²).